# شیگه‌ئو تاناکا
شیگه‌ئو تاناکا (انگلیسی: Shigeo Tanaka؛ ۷ ژانویه ۱۹۰۷ – ژانویه ۱۸, ۱۹۹۲ (سن ۸۵)) کارگردان فیلم اهل ژاپن بود.